# 木造軸組構法

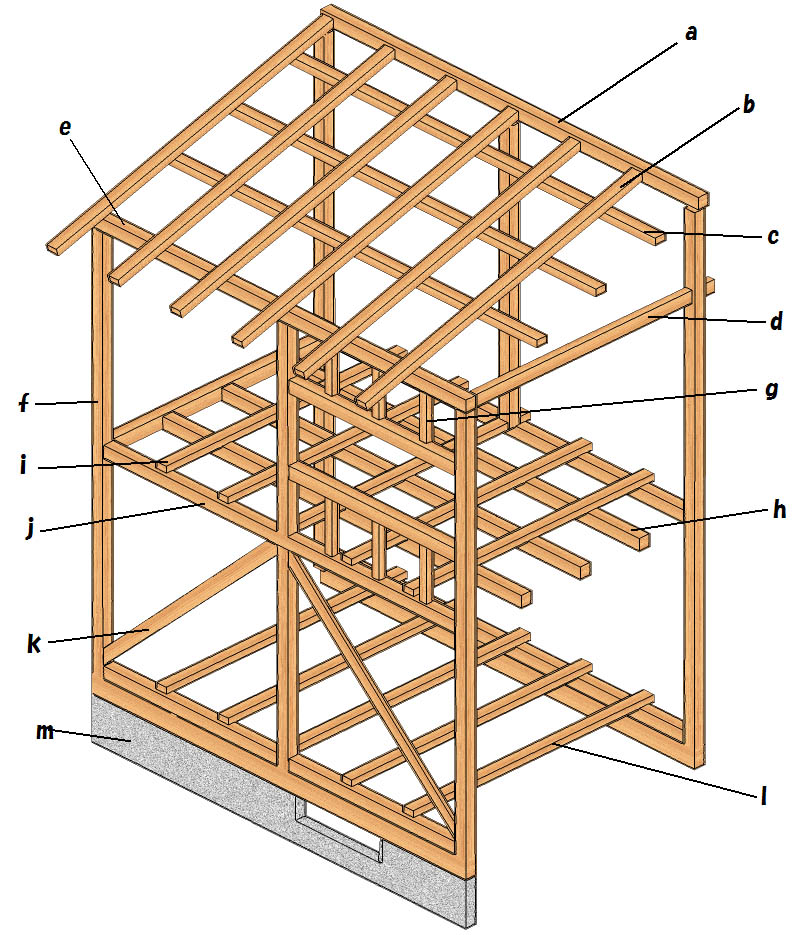
木造軸組構法
a:棟木 b:垂木 c:母屋 d:梁 e:軒桁 f:通し柱 g:間柱 h:床梁 i:つなぎ梁 j:胴差 k:筋交い l:根太 m:基礎

木造軸組構法（もくぞうじくぐみこうほう）とは、建築構造の木構造の構法のひとつである。
日本で古くから発達してきた伝統工法（でんとうこうほう）を簡略化・発展させた構法で、在来工法（ざいらいこうほう）とも呼ばれている。
木造枠組壁構法がフレーム状に組まれた木材に構造用合板を打ち付けた壁や床（面材）で支える構造であるのに対し、木造軸組構法では、主に柱や梁といった軸組（線材）で支える。設計自由度が比較的高めの工法である。

## 木造軸組構法の構成要素

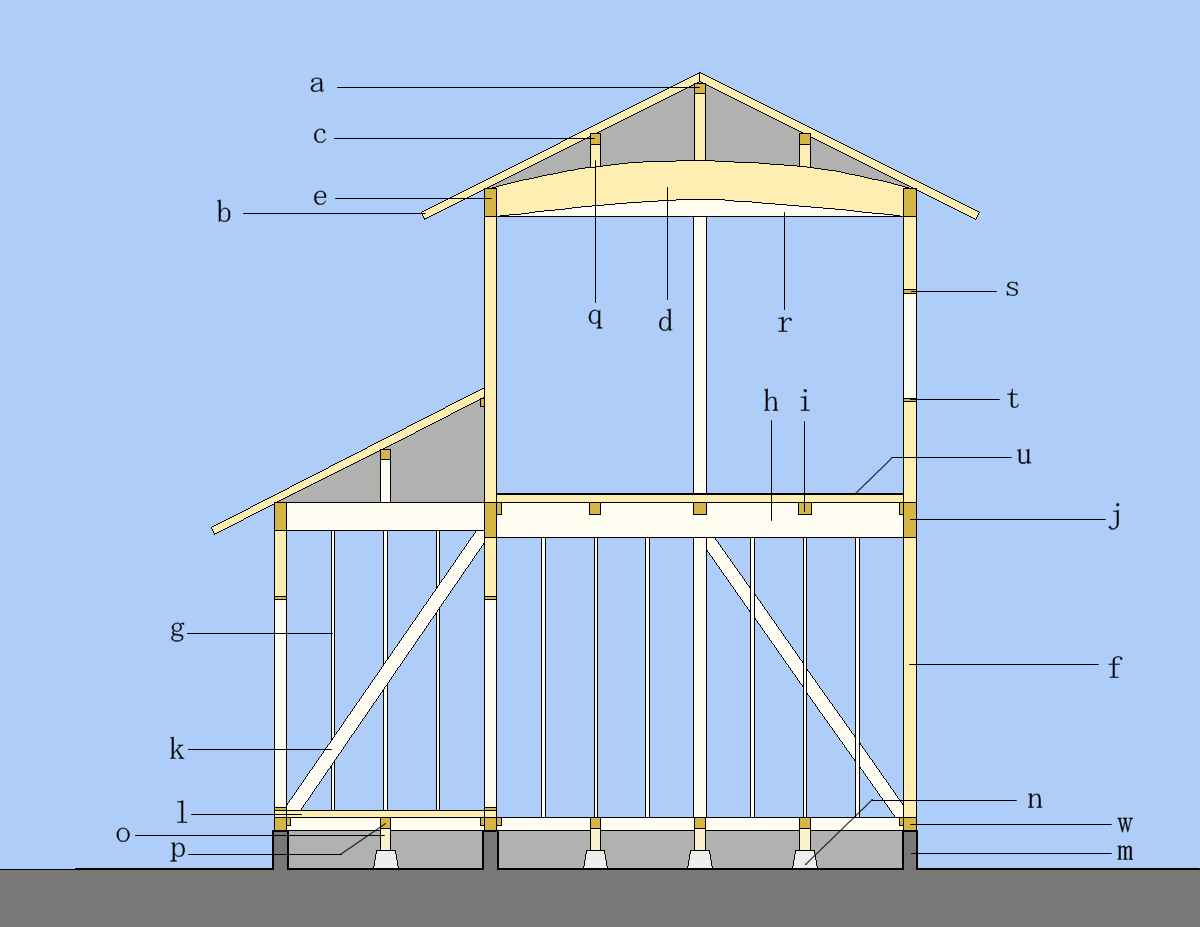
木造軸組工法の断面図
記号などは上戴の立体図に則っとり、また、ある程度の詳細部分の名称も入れている。詳細な名称は画像下に付記している。

木造軸組構法の原形は、すでに竪穴建物に見られる。すなわち、柱を立てて桁を支え、その桁に梁を架けて主要な構造としている。太古の頂部が二又の自然木の柱に桁や梁を架けて縄で縛って固定する接合方法から、縄文時代前期には木材を加工する技術が出現したと見られ、道具と木材加工技術の進歩とともに縄文晩期には日本独自の発明により継手・仕口などほぞ・ほぞ穴を利用した、より合理的な接合方法が用いられるようになった。桜町遺跡（富山県小矢部市）では木材に貫通した穴である「貫（ぬき）穴」のある木材が、真脇遺跡（石川県能登町）では「ほぞ加工」された材木が見つかっている。在来工法はこうした伝統的な構架・接合方法を受け継いているが、伝統工法が粘りで揺れを吸収する柔構造であるのに対し揺れを受け止める剛構造となっているなど、異なる点も多く、基礎の構築、土台の設置、基礎と土台の緊結、筋交いの多用や各種ボルトやプレートといった補強金物の使用など多くの技術は昭和時代後期以降から発達したものである。また、こうした技術は耐震基準の改正などにより大きく変化しており、他の工法に比べ耐震基準改正前後で構成要素が大きく異なるのが特徴である。主要な構成要素は以下の3つに分けられる。

### 主要部分
木造軸組構法は伝統工法から引き継がれた継手・仕口といった、ほぞ・ほぞ穴による接合方法を基本としている。ただし、柱は伝統工法より細めで、柱を貫通させて水平材を通す貫もほとんど用いられない。このため、接合部は伝統工法より脆弱な傾向にあり、ほとんどで金物により強化される。また、伝統工法ではまれであった筋交いが多用され、建築基準法でその使用が義務づけられている。近年は木造枠組壁構法である耐力壁の使用が義務づけられており、現在の在来工法は厳密には木造軸組構法ではなくなっている。

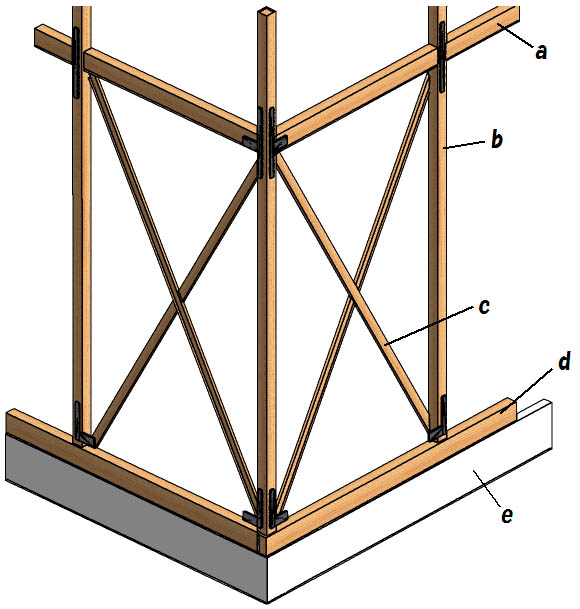
在来工法の構造図
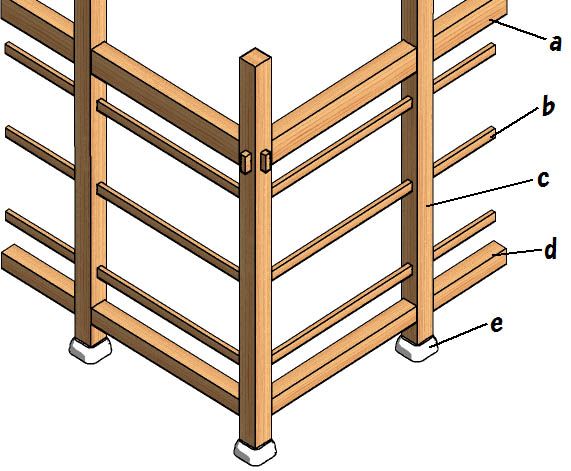
伝統工法の構造図

### 小屋組部分

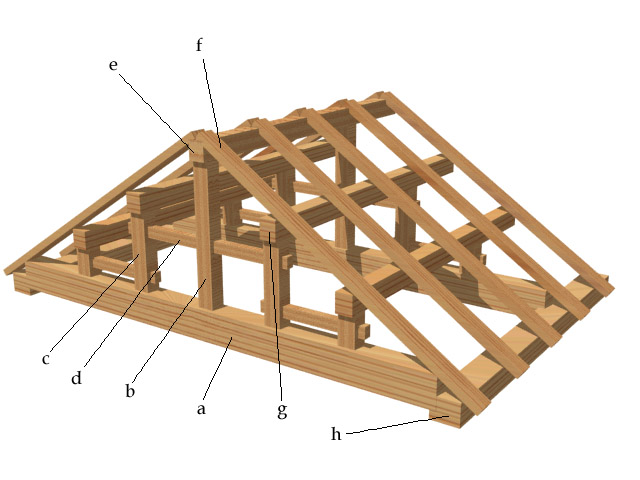
和小屋
a.小屋梁 b.真束 c.小屋束 d.貫 e.棟木 f.垂木 g.母屋 h.軒桁

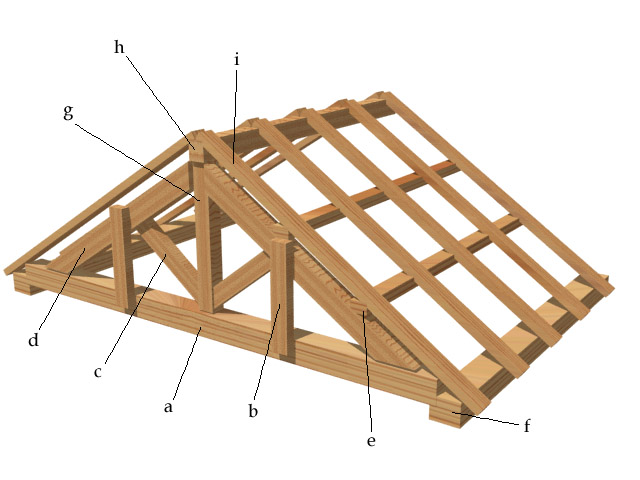
洋小屋
a.陸梁（ろくばり） b.吊り束 c.方杖 d.合掌 e.母屋 f.軒桁 g.真束 h.棟木 i.垂木

屋根構造は「小屋組」と呼ばれ、主要部分の上に設置する構造物である。小屋組は主要部分の柱に桁や梁を架け、梁の上に束を立てて、その上に母屋と棟木で斜面を形成し垂木を取り付けて屋根を葺く構成を基本としている。その構造は主に伝統工法を引き継ぐ和小屋と西欧建築の構法を取り入れた洋小屋の二つに分類される。和小屋は形状・大きさの柔軟性が高く、現代の木造軸組構法住宅の多くに用いられている。洋小屋は強度に優れる構造であるため大きな屋根空間を構築するのに用いられることが多い。

#### 和小屋
和小屋は、主に折置組（おりおきぐみ）と京呂組（きょうろぐみ）の2つがある。折置組は柱の上に直接「小屋梁」を架け、その上に「軒桁」を渡す形式で、京呂組は逆に柱の上に「軒桁」を渡し、その上に「小屋梁」を架ける形式である（なお、図は京呂組である）。
折置組は小屋梁と軒桁の接合に「渡りあご」と呼ばれる両部材に掘られたホゾを噛み合わせる仕口を基本としており、強度に優れるが加工には手間がかかるため、かつては主要な構法であったが高度経済成長頃からあまり用いられなくなっている。
京呂組は現在の主流な構法で「蟻落とし」と呼ばれる軒桁に掘られたホゾに小屋梁材を落とし込む仕口であるため、加工が折置組よりも容易である反面、部材の接合が弱く羽子板ボルト等の金物で補強する必要がある。京呂組の基本的な構成は、柱の上に渡した軒桁に小屋梁を1間(1.8m - 2m程度)間隔に渡し、梁の上に小屋束を半間(90cm程度)間隔に立て、上に母屋・棟木を渡す。小屋束･棟木･母屋の継手部分には、釘や鎹（かすがい）を打ち、小屋束･母屋･梁･棟木に小屋筋交いを打ち付けて、剛性を強化する。母屋・棟木上に垂木を一定間隔に並べれば屋根の斜面が完成する。なお、梁の長さは2間（3.6m）程度が標準的である。

#### 洋小屋
洋小屋は、真束組や対束組等がある外来の組み方である。平面トラスを組むので梁間を和小屋に比べ広くすることができ、強度上必要な柱の数を比較的少なくできるので、和小屋に比べて部屋の空間や屋根裏の空間を広くとることができる。
洋小屋の基本的な構成は、柱の上に渡した敷桁に、合掌・真束・ろく梁・吊束・小屋方杖等の部材でトラス構造を形成する。この上に母屋・棟木を渡し、垂木を一定間隔に並べて斜面が完成する。

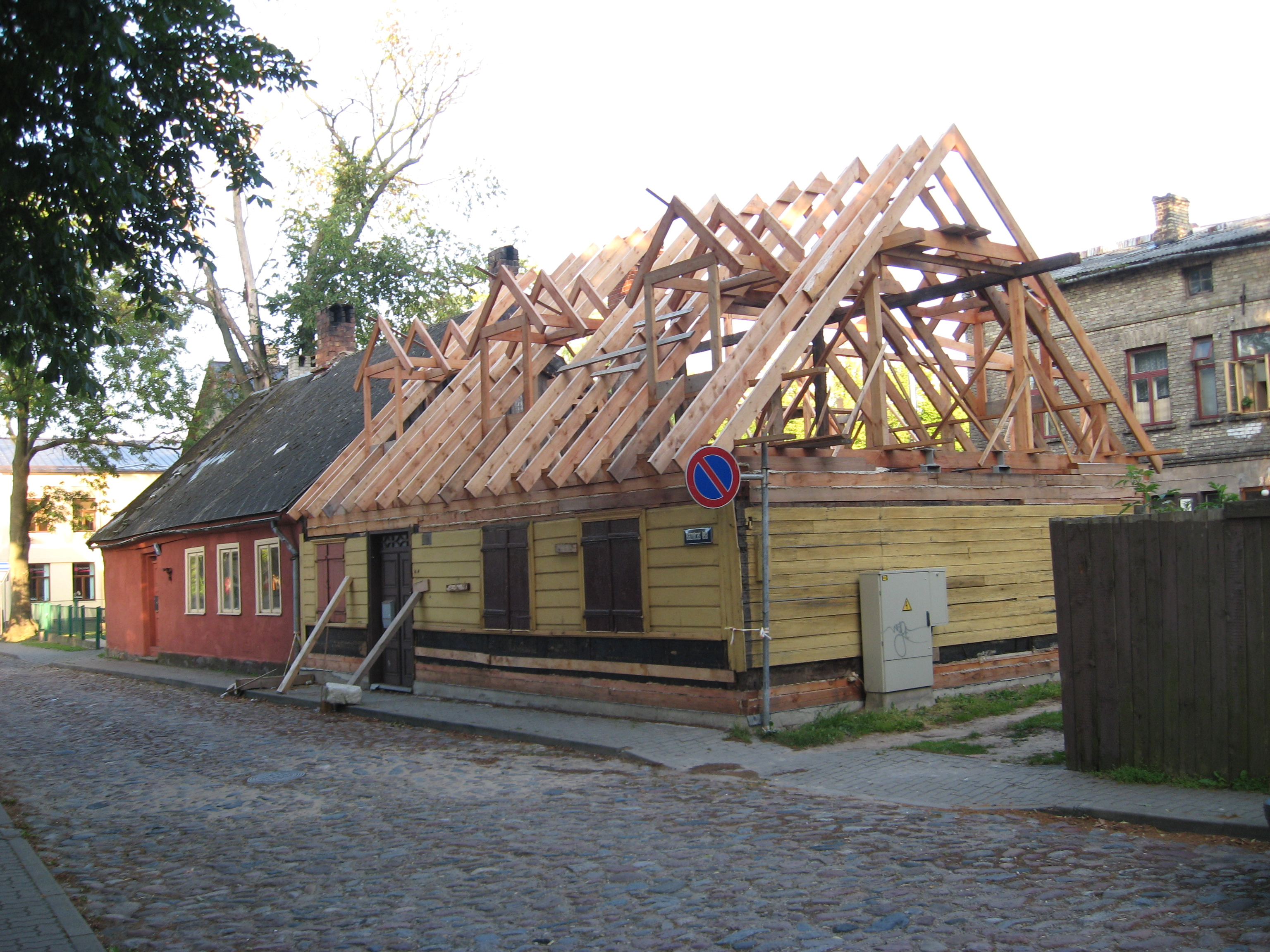
西洋住宅に見られるトラス構造（ラトビア）
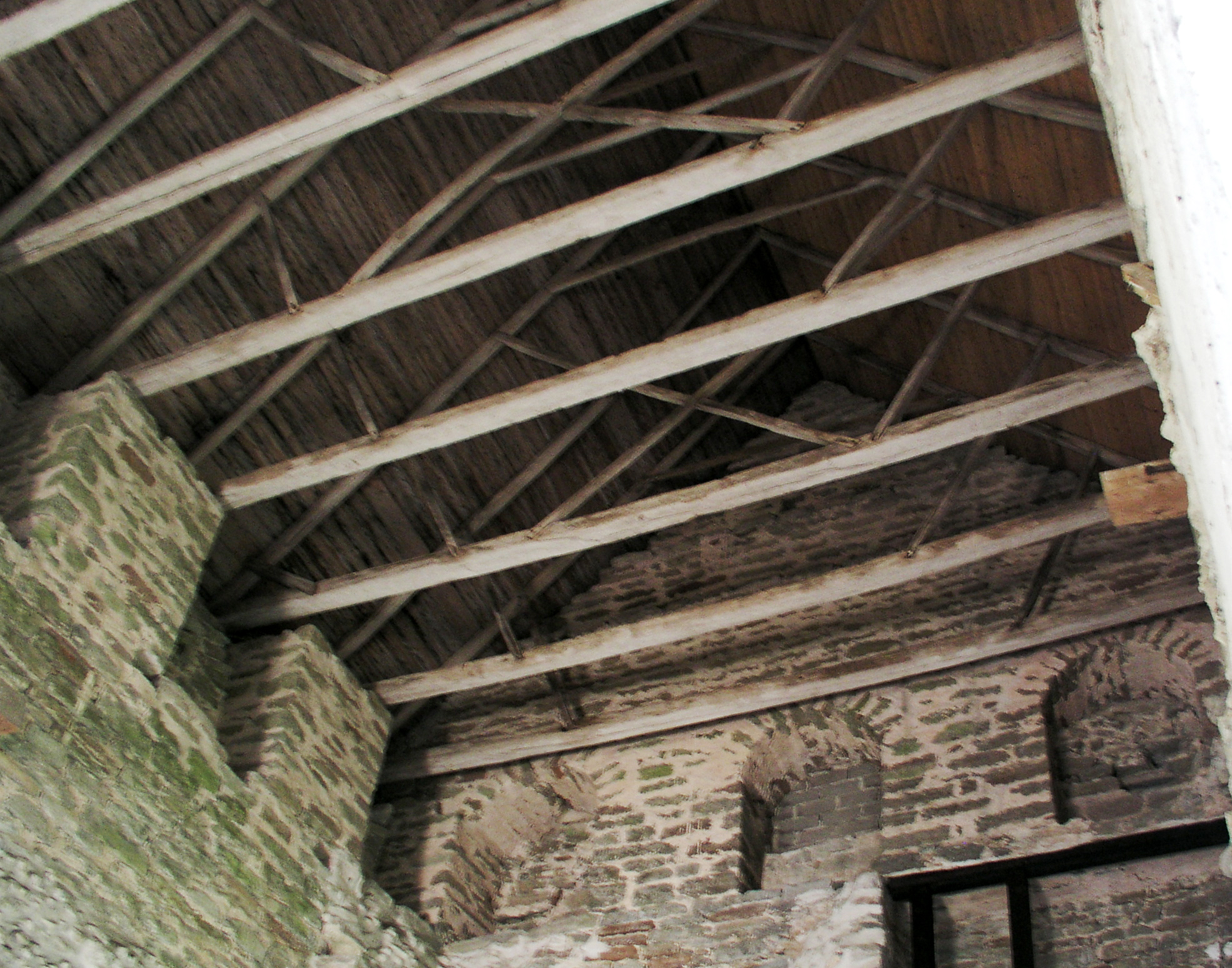
煉瓦造教会の屋根構造（スウェーデン）
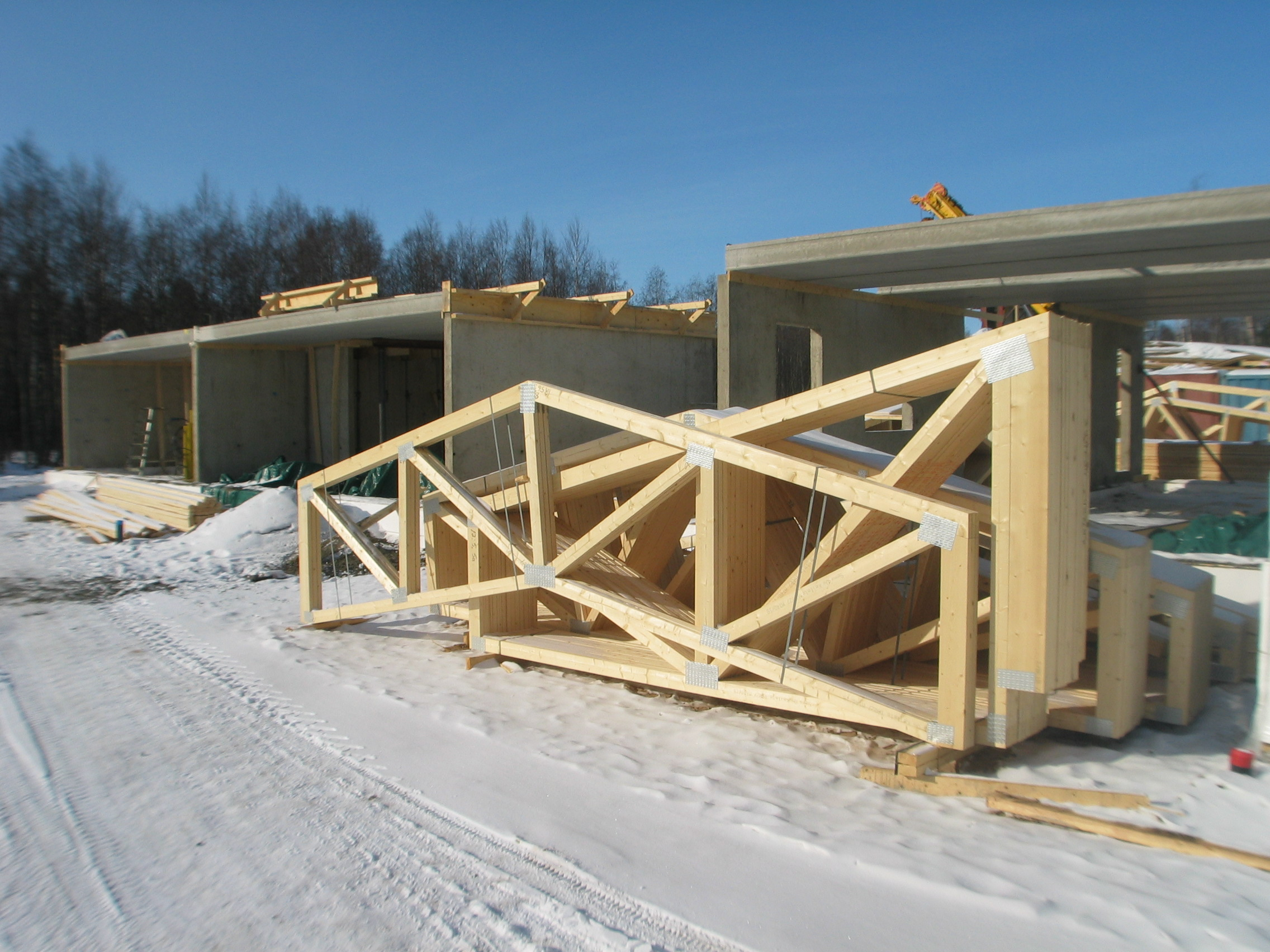
プレハブの木造トラス（フィンランド）

### 基礎部分

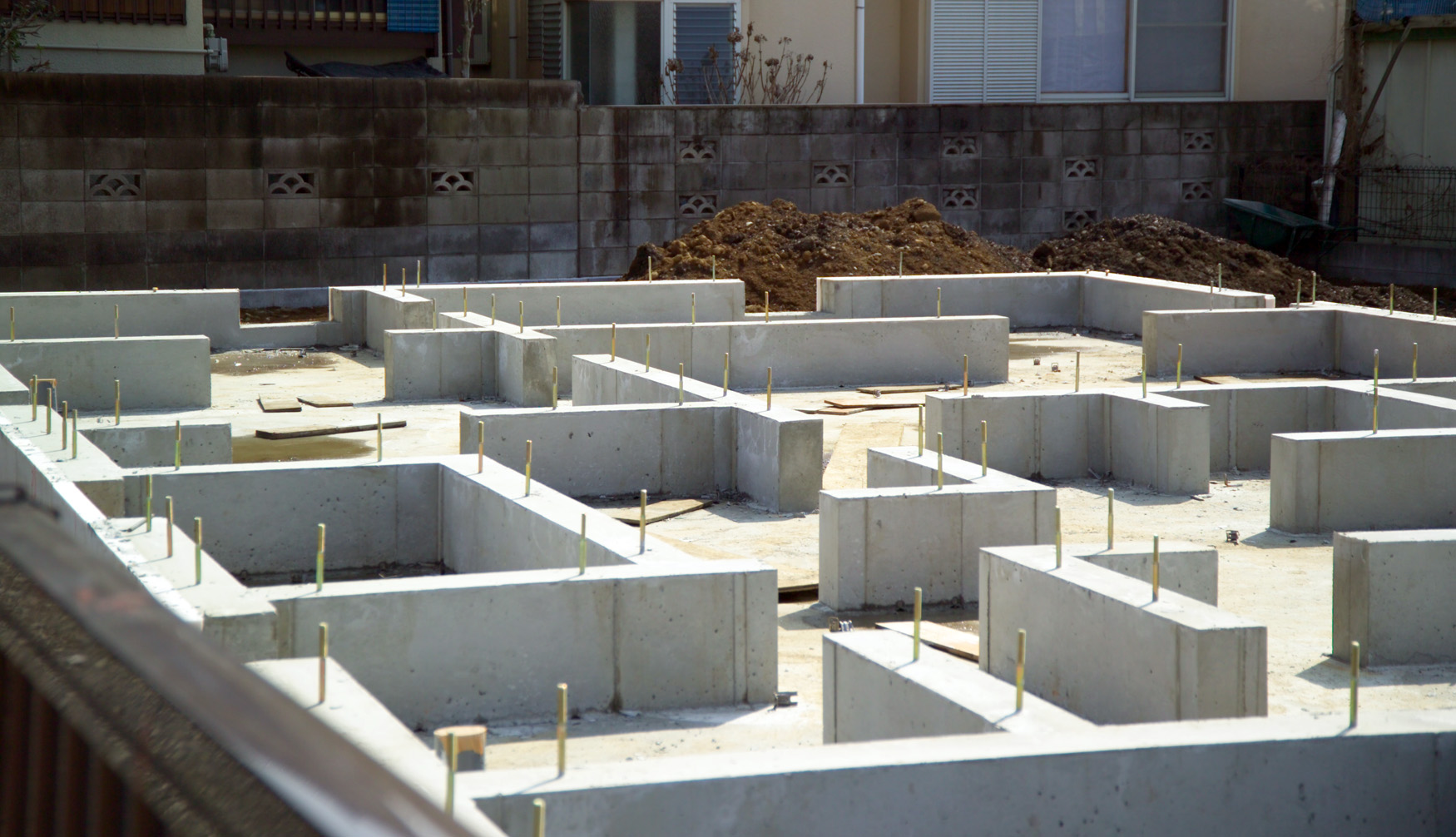
布基礎（防湿用または耐圧盤のコンクリートが敷設されている）

日本建築の源流である竪穴建物などでは土に穴を掘って柱を立てる掘立柱が用いられていたが、地面から水分が上がれば柱は腐ってしまうため、伝統工法では礎石の上に柱を並べる構法が採られていた。在来工法はこの部分が大きく異なり、鉄筋とコンクリートで「基礎」を構築し、柱は下部で「土台」と呼ばれる横材に接合され、基礎と土台をアンカーボルトで固定する。このため、地震に際しては揺れを逃がす伝統工法に対して慣性を全て受け止めることになり、ホールダウン金物や羽子板ボルトなどによる補強が不可欠となっている。基礎は近年まで布基礎が基本であったが、湿気対策や耐震性などの観点からべた基礎に主流が移っている。

## 特徴
- 日本の木造住宅の工法としては、主流の工法である。技術的には伝統工法そのものというわけではなく、多くは1960年代頃から発達したものである。

- 使用される木材は、例として、土台が105mm×105mmの檜、大引きが90mm×90mmの檜、柱が105mm×105mmの杉、間柱が30mm×105mmの杉、梁が105mm×{105mm, 120mm, 150mm, 180mm, 210mm, 240mm, 270mm, 300mm, 330mm, 360mm}の米松、筋交いが105mm×45mmの米松、母屋が105mm×105mmの米松、垂木が45mm×45mmの米松など、実に多種多様である。

- 木造軸組構法では、各部材に、継手・仕口などの複雑な加工を施すため、手作業による加工には高度な技術が必要とされる。そのため、近年は人件費および工期を減らすためプレカット工場での機械による継手・仕口の加工が主流となっている。

- 使用する釘は、主に鉄丸くぎ(N釘)のN50・N65・N75・N90であるが、これらの釘は他の釘と見分けがつきにくく、誤使用を防ぐため厳重な検査が不可欠である。

- 木材同士の接合のみでは地震により引っ張られて抜ける可能性があるため、近年は柱の上部と下部にはかど金物やホールダウン金物、梁の両端部には羽子板ボルト、筋交いの両端部には筋交いプレートなど、補強金物の使用が義務付けられている。しかし、ホールダウン金物は施工漏れ事例も多くあるため、この取り付けには厳重な検査が不可欠である。

- 構造上、柱と梁に応力が集中するため、地震荷重や風荷重などの水平荷重(横からの力)に耐えられるように筋交いや構造用合板などを用いて一定量以上の耐力壁・耐力床を作ることが義務付けられている。

- 木造軸組構法の耐震基準は兵庫県南部地震や新潟県中越地震などの大きな地震によって木造軸組構法の脆弱性が指摘されるたびに見直され、1981年（昭和56年）(必要壁量の割増し)、2000年（平成12年）(偏心率の制限・ホールダウン金物などの設置義務化)、2008年（平成20年）(すべての建物での構造計算の義務化)と改正されてきた。そのため、（第二次世界大戦後に建設されたものでは）建築年代の古いものほど耐震性が低い可能性が高い傾向があり、構造用合板を採用した新しいものについては、木造枠組壁構法に匹敵する耐震性を確保しているとされる。

- 柱や梁などの線材が基本構造であることから、気密性・断熱性・防音性の向上には工夫が必要であり、近年は構造用合板などのボード類に気密パッキンを貼り付けて軸組みに打ちつけるボード気密工法などが開発されている。これに断熱材を組み合わせることによって、次世代省エネルギー基準に適合した建築物を作ることができる。

- 耐力壁ではない壁は構造上建物の剛性にほとんど寄与しないため、窓や扉等の開口部を拡大したり増設したりするような大規模なリフォームが容易なメリットもある。しかし、耐力壁まで撤去するような悪質なリフォームには注意する必要がある。

- 施工順序としては、基本的に基礎→土台→主要部分→小屋組み→屋根→床→壁　となる。屋根が比較的早期の段階で取り付くのは雨の多い日本において適しているとされる。